# San Marinees voetbalelftal in 2000
Het San Marinees voetbalelftal speelde in totaal drie interlands in het jaar 2000, waaronder twee wedstrijden in de kwalificatiereeks voor de WK-eindronde 2002 in Japan en Zuid-Korea. De ploeg stond onder leiding van Giampaolo Mazza, die oud-international Massimo Bonini in 1998 was opgevolgd. Op de FIFA-wereldranglijst zakte de dwergstaat in 2000 van de 151ste (januari 2000) naar de 168ste plaats (december 2000).

## Balans
| Wedstrijden | Wedstrijden | Wedstrijden | Wedstrijden | Doelpunten | Doelpunten | Doelpunten | Punten |
| Gespeeld    | Winst       | Gelijk      | Verlies     | Voor       | Tegen      | Saldo      | Punten |
| ----------- | ----------- | ----------- | ----------- | ---------- | ---------- | ---------- | ------ |
| 3           | 0           | 0           | 3           | 0          | 4          | –4         | 0.000  |

## Interlands
|                                                    |            |                      |          |                                                                                      |
| 26 april Vriendschappelijk № 50 «onderlinge duels» | San Marino | 0 – 1                | Moldavië | Stadio Olimpico, Serravalle Toeschouwers: 140 Scheidsrechter: Fiorenzo Treossi (ITA) |
| 26 april Vriendschappelijk № 50 «onderlinge duels» |            | 49' Sergei Clescenco |          | Stadio Olimpico, Serravalle Toeschouwers: 140 Scheidsrechter: Fiorenzo Treossi (ITA) |

|                                                             |            |                                    |           |                                                                                          |
| 7 oktober WK-kwalificatie № 51 «onderlinge duels» 19:45 uur | San Marino | 0 – 2                              | Schotland | Stadio Olimpico, Serravalle Toeschouwers: 4.377 Scheidsrechter: Gylfi Thór Orrason (ISL) |
| 7 oktober WK-kwalificatie № 51 «onderlinge duels» 19:45 uur |            | 71' Matt Elliott 73' Don Hutchison |           | Stadio Olimpico, Serravalle Toeschouwers: 4.377 Scheidsrechter: Gylfi Thór Orrason (ISL) |

|                                                               |            |                          |         |                                                                                   |
| 15 november WK-kwalificatie № 52 «onderlinge duels» 20:30 uur | San Marino | 0 – 1                    | Letland | Stadio Olimpico, Serravalle Toeschouwers: 517 Scheidsrechter: Darko Čeferin (SLO) |
| 15 november WK-kwalificatie № 52 «onderlinge duels» 20:30 uur |            | 9' Aleksandrs Jelisejevs |         | Stadio Olimpico, Serravalle Toeschouwers: 517 Scheidsrechter: Darko Čeferin (SLO) |

## FIFA-wereldranglijst
| JAN | FEB | MAR | APR | MEI | JUN | JUL | AUG | SEP | OKT | NOV | DEC |
| --- | --- | --- | --- | --- | --- | --- | --- | --- | --- | --- | --- |
| 151 | 151 | 154 | 157 | 159 | 162 | 164 | 167 | 167 | 167 | 169 | 168 |

## Statistieken
| Federico Gasperoni        | 1976-09-10 | SS Folgore/Falciano   | 3 | 0 | 0 |
| Verdediging               |            |                       |   |   |   |
| Mirco Gennari             | 1966-03-29 | Almas Ponte Rimini    | 3 | 0 | 0 |
| Mauro Marani              | 1975-03-09 | AC Juvenes/Dogana     | 3 | 0 | 0 |
| Simone Bacciocchi         | 1977-01-22 | SP Domagnano          | 2 | 1 | 0 |
| Vittorio Valentini        | 1973-10-09 | AC Juvenes/Dogana     | 1 | 1 | 0 |
| Simone Della Balda        | 1972-12-02 | SP Tre Penne          | 1 | 0 | 0 |
| Luca Gobbi                | 1971-06-12 | SP Tre Penne          | 1 | 0 | 0 |
| Middenveld                |            |                       |   |   |   |
| Pierangelo Manzaroli      | 1969-03-25 | SS Pennarossa         | 3 | 0 | 0 |
| Ivan Matteoni             | 1971-08-21 | SP Tre Fiori          | 3 | 0 | 0 |
| Ermanno Zonzini           | 1974-04-01 | AC Juvenes/Dogana     | 3 | 0 | 0 |
| Bryan Gasperoni           | 1974-09-26 | SS Murata             | 2 | 0 | 0 |
| Riccardo Muccioli         | 1974-08-27 | Unione Sportiva Russi | 2 | 0 | 0 |
| Luciano Mularoni          | 1971-08-30 | AC Juvenes/Dogana     | 1 | 0 | 0 |
| Nicola Bacciocchi         | 1971-12-16 | SP Domagnano          | 0 | 1 | 0 |
| Ivan Bugli                | 1978-07-24 | SS San Giovanni       | 0 | 1 | 0 |
| Pier Domenico Della Valle | 1970-05-04 | SC Faetano            | 0 | 1 | 0 |
| Roberto Selva             | 1981-01-02 | SP La Fiorita         | 0 | 1 | 0 |
| Aanval                    |            |                       |   |   |   |
| Paolo Montagna            | 1976-05-28 | SS Cosmos             | 3 | 0 | 0 |
| Andy Selva                | 1976-05-25 | San Marino Calcio     | 2 | 0 | 0 |
| Marco De Luigi            | 1978-03-21 | SS Murata             | 0 | 3 | 0 |
| Christian Selva           | 1977-07-04 | SS Cosmos             | 0 | 1 | 0 |

FSGC · A-internationals · Bondscoaches · Statistieken · San Marino U21 · San Marino U19 · San Marino U18 · San Marino U17 · San Marino U16
1986 – 1989 · 1990 – 1999 · 2000 – 2009 · 2010 – 2019 · 2020 – 2029
2000 · 2001 · 2002 · 2003 · 2004 · 2005 · 2006 · 
Albanië · 
Andorra ·
Azerbeidzjan ·
België · 
Bosnië en Herzegovina · 
Bulgarije ·
Canada ·
Cyprus ·
Denemarken ·
Duitsland · 
Engeland · 
Estland · 
Faeröer · 
Finland · 
Gibraltar · 
Griekenland · 
Hongarije · 
Ierland · 
IJsland ·
Israël · 
Italië · 
Kaapverdië ·
Kazachstan ·
Kosovo ·
Kroatië · 
Letland · 
Libanon · 
Liechtenstein · 
Litouwen · 
Luxemburg ·
Malta ·
Moldavië ·
Montenegro ·
Nederland · 
Noord-Ierland · 
Noorwegen ·
Oekraïne ·
Oostenrijk · 
Polen · 
Roemenië · 
Rusland · 
Saint Kitts en Nevis ·
Saint Lucia ·
Schotland · 
Servië en Montenegro · 
Seychellen ·
Slovenië · 
Slowakije · 
Spanje · 
Syrië ·
Tsjechië · 
Turkije · 
Wales · 
Wit-Rusland · 
Zweden · 
Zwitserland
Nederland (2011)